# Littérature islandaise
La littérature islandaise est la littérature, orale et surtout écrite, en Islande ou en islandais ou par des Islandais.

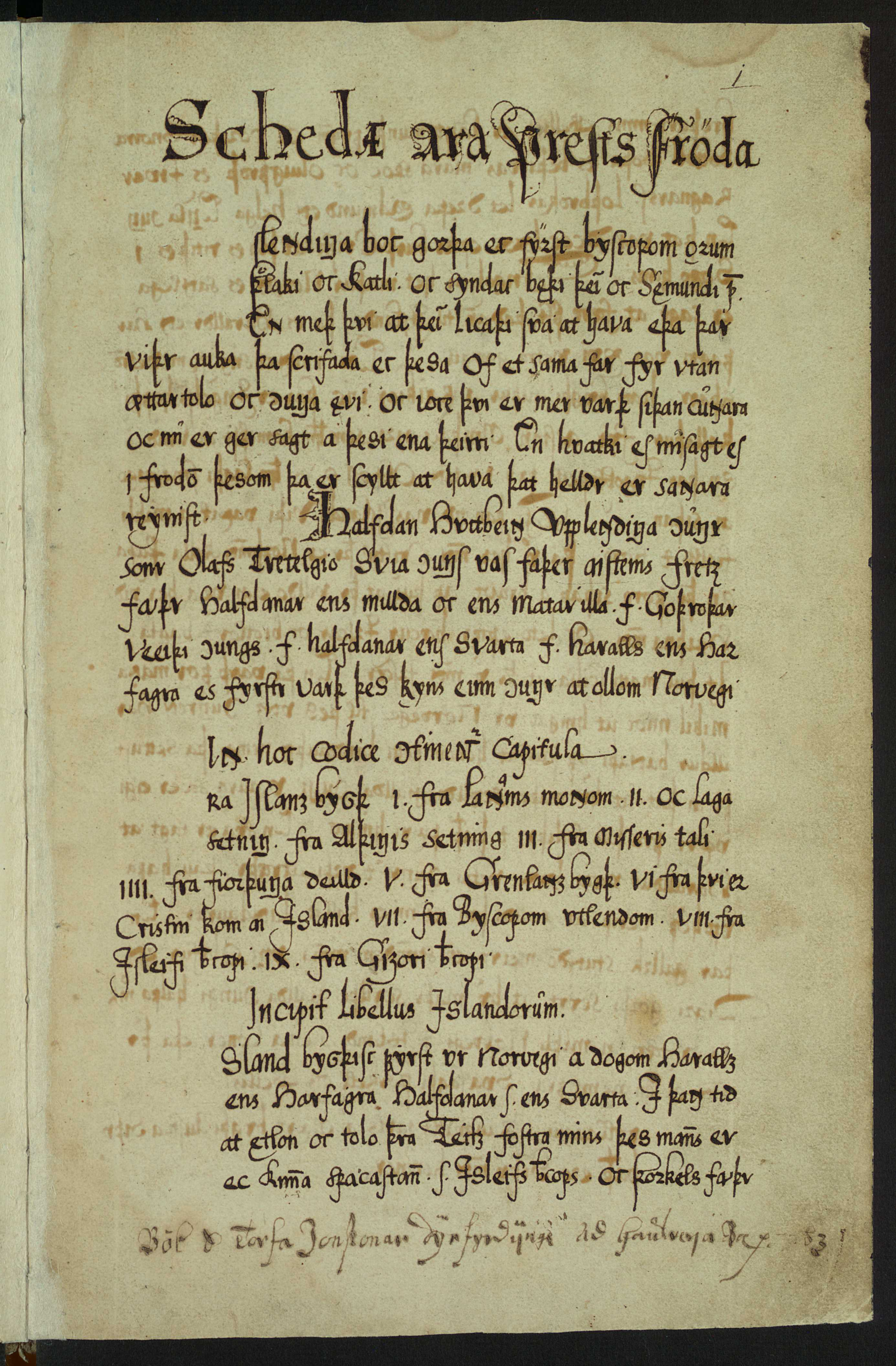
Íslendingabók (Livre des Islandais).

## Littérature médiévale
La littérature médiévale puise son inspiration dans les traditions vikings. Bien qu'utilisant l'alphabet latin, les auteurs islandais du Moyen Âge conservent leur langue, le vieux norrois, ancêtre de l'islandais. Bien que la saga soit le genre le plus emblématique de cette période, il existe d'autres formes littéraires dans l'Islande médiévale, dont la poésie eddique et la poésie scaldique.
- Liste de scaldes scandinaves (en)

### Origines
- Sæmundr Sigfússon (1058-1133)
- Íslendingabók (1120c), ou Libellus Islandorum, chronique de Ari Þorgilsson (1068-1148)
  - Landnámabók, le Livre de la colonisation, Sturlubók (1280c), Hauksbók (1308c), Melabók (1320c), Skarðsárbók (1636c), Þórðarbók (1650ç)
  - Styrmisbók, de Styrmir Kárason (1170-1245)
- Snorri Sturluson (1179-1241)

- Découverte de l'Islande
- Colonisation de l'Islande (874-930)
- État libre islandais (930-1262)

- Codex Regius
- Domination norvégienne et danoise (1262-1550)
- Christianisation de l'Islande, Kristni saga
- Institut Árni-Magnússon
- Sammlung Thule (de)

### Poésie eddique
Les Eddas sont deux manuscrits islandais du XIIIe siècle : l'Edda de Snorri et l'Edda poétique.
- Joik, chant traditionnel a cappella

### Poésie scaldique
La poésie scaldique est apparue en Norvège et en Islande au VIIe siècle ou VIIIe siècle de notre ère. Elle est réputée pour son écriture très complexe, basée sur de nombreux effets de style.
- Ríma
- Flateyjarbók (1390c), contenant Óláfs ríma Haraldssonar
- Versification allitérative
- Þáttr
- Galdr

### Sagas
Les sagas sont un genre littéraire développé en Islande médiévale, aux XIIe siècle et XIIIe siècle, qui consiste en un récit en prose mêlant réalité historique et fiction, issu de la tradition orale.
- Sagas des Islandais
- Möðruvallabók (1330-1370)

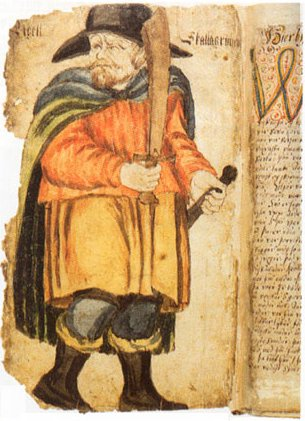
Egill Skallagrímsson dans un manuscrit de la Saga d'Egill
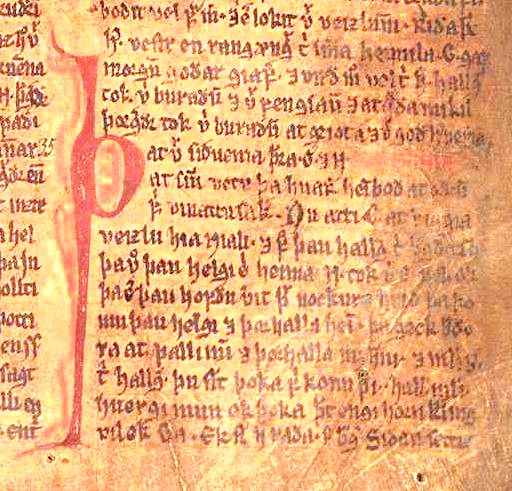
La Saga de Njáll le Brûlé dans la collection Möðruvallabók
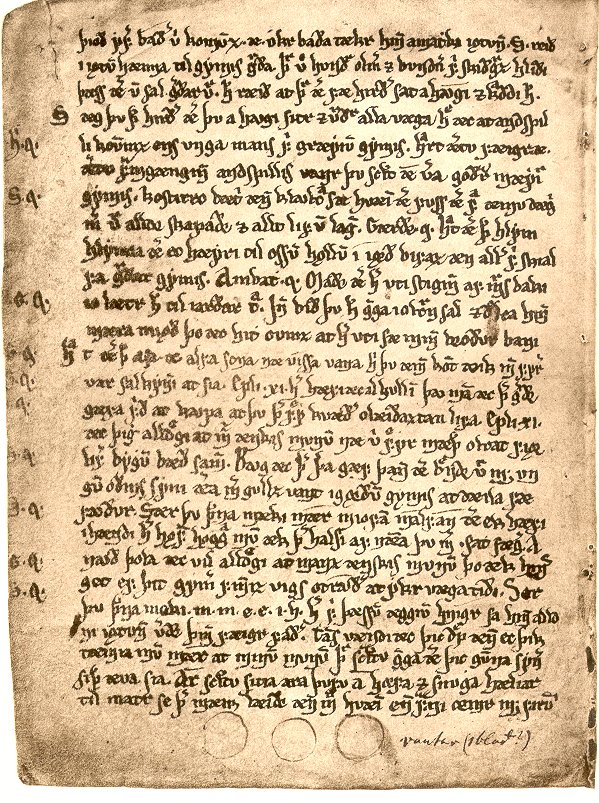
Skírnismál
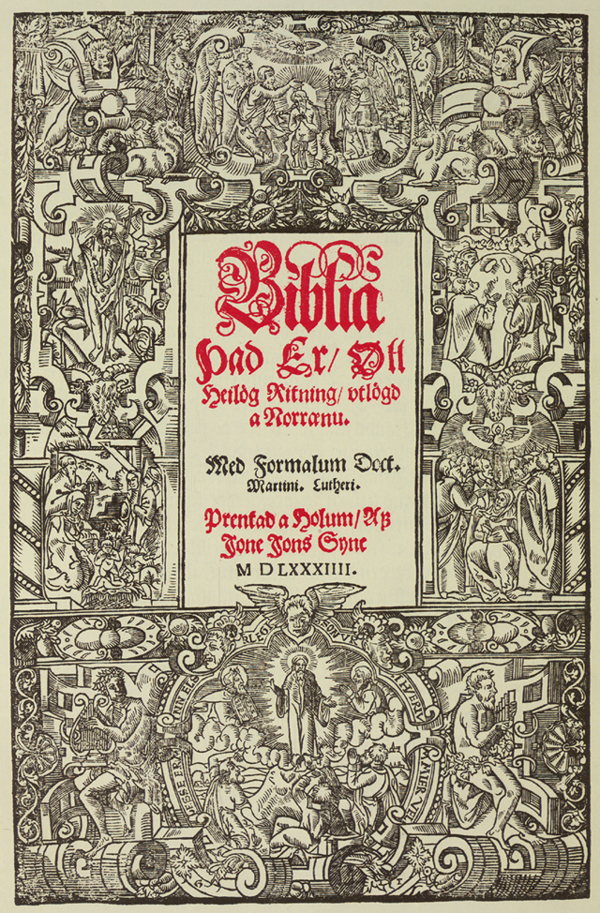
Bible de Gudbrand
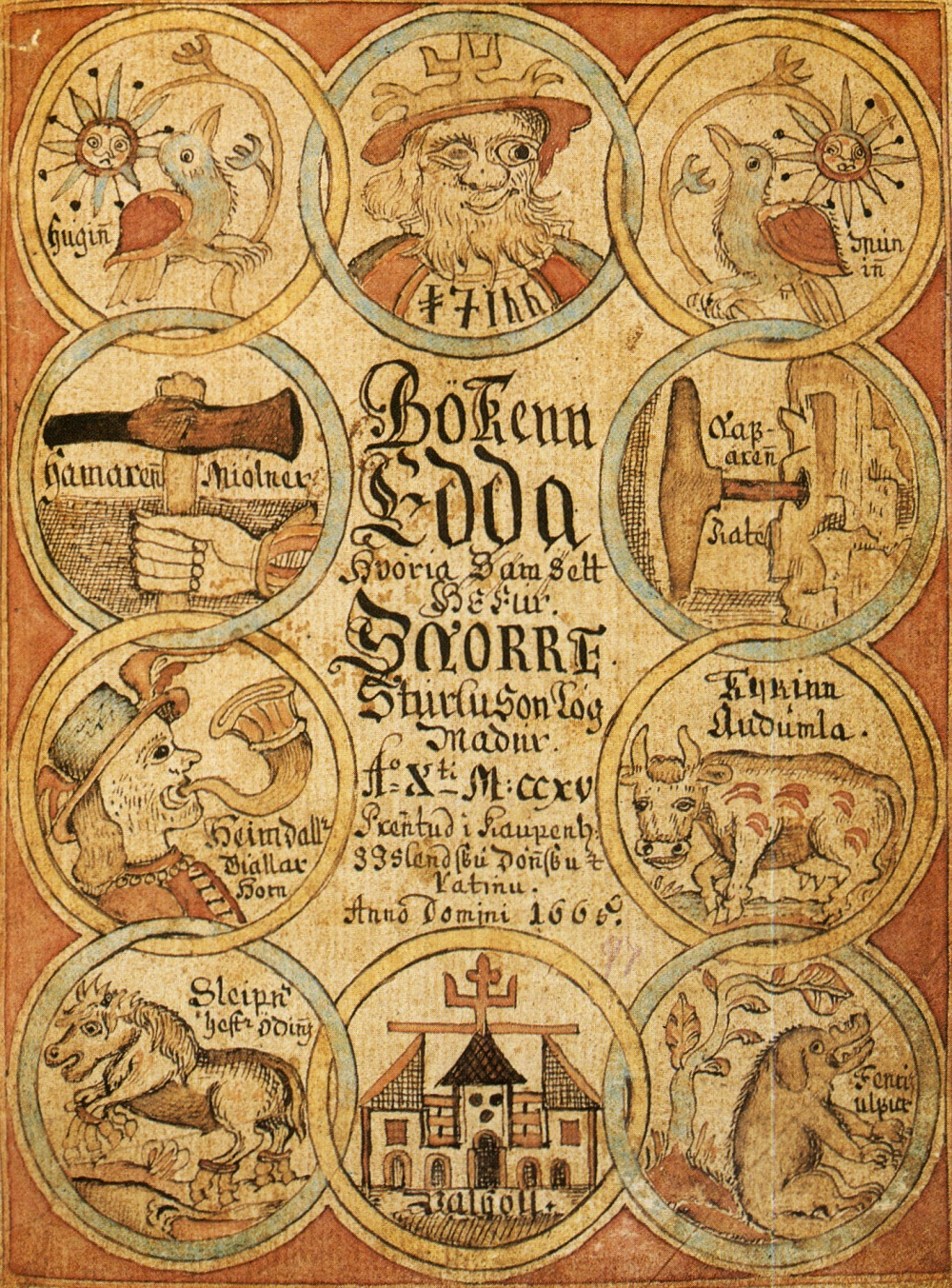
Eddas, frontispice de manuscrit médiéval

## Époque moderne
De cette époque (Réforme protestante (1550-1701), L'après-réforme (1701-1830)) subsistent quelques compositions importantes dont 
- Píslarsaga, (Passion saga, 1658-1659), de  Jón Magnússon (1601-1696) (en)
- Passíusálmar (Psaumes de la Passion, 1666) de Hallgrímur Pétursson (1614-1674)

- Einar Sigurðsson (1539–1626)
- Bjarni Pálsson (1719-1779)
- Eggert Olafsen (1726-1768)

## 19esiècle
- Jón Þorláksson (1744-1819)
- Finnur Magnússon (1781-1847)
- Bjarni Thorarensen (1786–1841)
- Vatnsenda-Rósa (1795–1855)
- Bólu-Hjálmar (1796-1875)
- Sigurður Breiðfjörð (1798-1846), poète
- Magnús Eiríksson (1806-1881)
- Jónas Hallgrímsson (1807–1845)
- Konráð Gíslason (1808-1891)
- Jón Thoroddsen (1818–1868)
- Jón Árnason (folkloriste) (1819-1888)
- Grímur Thomsen (1820–1896)
- Benedikt Sveinbjarnarson Gröndal (1826-1907)
- Páll Ólafsson (1827–1905)
- Gísli Brynjúlfsson (1827-1888)
- Steingrímur Thorsteinsson (1831-1913)
- Matthías Jochumsson (1835–1920), dramaturge
- Kristján Jónsson (1842-1869)
- Gestur Pálsson (1852-1891)
- Stephan G. Stephansson (1853-1927)
- Jón Sveinsson (1857-1944)
- Ólöf frá Hlöðum (1857–1933)
- Þórsteinn Erlingsson (1858–1914)
- Einar Hjörleifsson Kvaran (1859-1938)
- Hannes Hafstein (1861-1922)
- Theodora Thoroddsen (1863–1954)
- Einar Benediktsson (1864-1940)

## Littérature auXXesiècle
- Jóhann Sigurjónsson (1880-1919), dramaturge, poète
- Gunnar Gunnarsson (1889-1975), qui a principalement écrit en danois
- Davíð Stefánsson (1895-1964), poète, romancier
- Tómas Guðmundsson (1901-1983), poète
- Gyrðir Elíasson (1961-....), poète, romancier et traducteur. Il a reçu le Grand prix de littérature du Conseil nordique en 2011.

En 1955, Halldór Laxness (1902-1998) devient le premier (et à ce jour le seul) islandais lauréat du Prix Nobel de littérature.

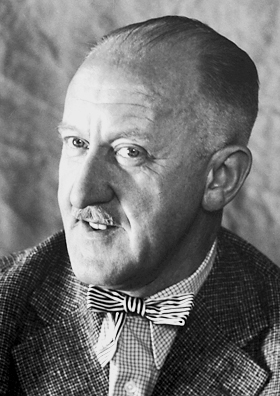
Halldór Laxness
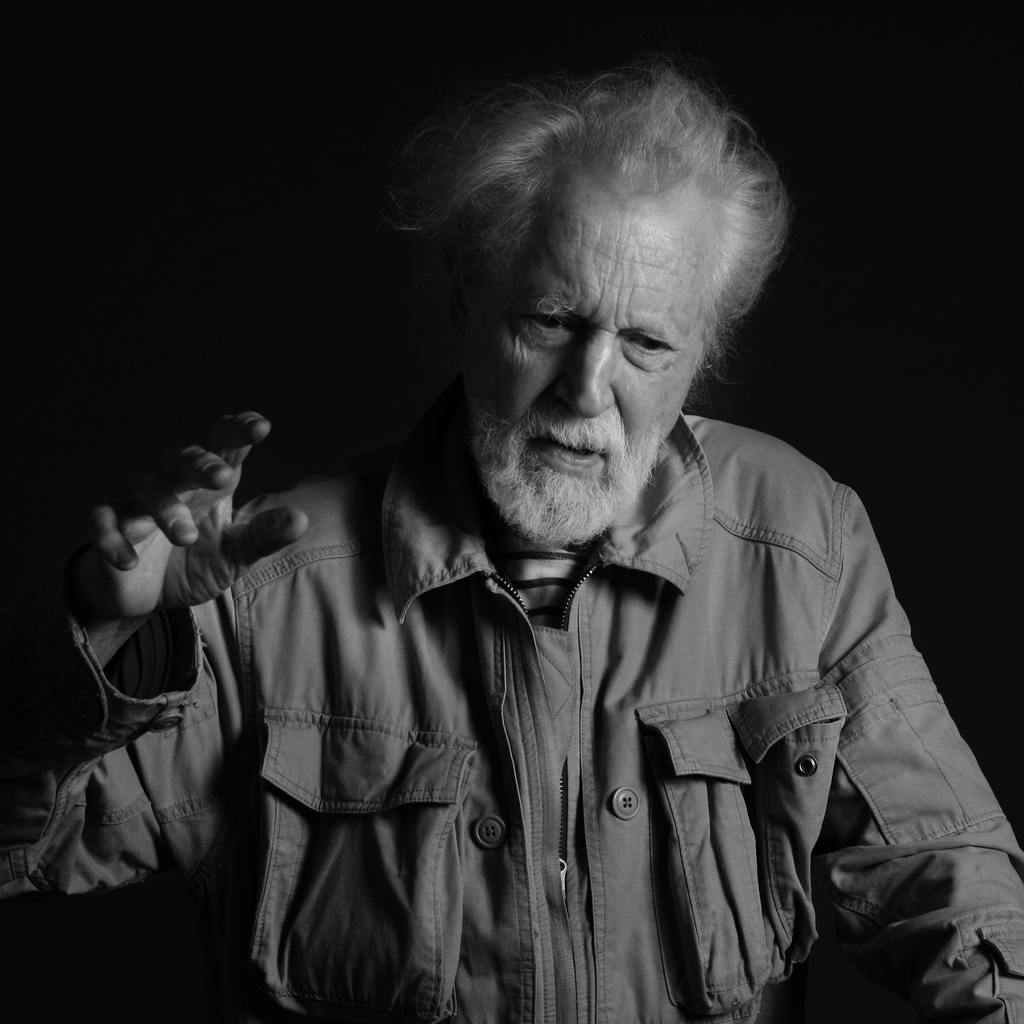
Thor Vilhjálmsson

### Repères historiques
- État autonome islandais (1874-1918)
- Royaume d'Islande (1918-1944)
- République d'Islande (depuis 1944)
  - Révolution islandaise (2008-2009)

## Littérature auXXIesiècle
Récemment, les auteurs de romans policiers islandais, comme Arnaldur Indriðason (1961-), Yrsa Sigurðardóttir (1963-) ou Eva Björg Ægisdóttir (1988- ) ont acquis une notoriété internationale
Autres noms de romanciers ou nouvellistes de qualité : 
- Ólafur Jóhann Sigurðsson (1918-1988), Að laufferjum (1972, Grand prix de littérature du Conseil nordique 1976)
- Thor Vilhjálmsson (1925-2011), La mousse grise brûle (1986, Grand prix de littérature du Conseil nordique 1988)
- Matthias Johannesen (1930-)
- Fríða Á. Sigurðardóttir (1940-2010), Meðan nóttin liður (1990, Grand prix de littérature du Conseil nordique 1992)
- Einar Már Guðmundsson (1954-), Les Anges de l’univers (1993, Grand prix de littérature du Conseil nordique 1995)
- Auður Ava Ólafsdóttir (1958-), Ör (2016, Grand prix de littérature du Conseil nordique 2018)
- Hallgrímur Helgason (1959-), 101 Reykjavík (1996), Soixante kilos de soleil (2018)
- Gyrðir Elíasson (1961), Entre les arbres (Grand prix de littérature du Conseil nordique 2011) , La maison jaune
- Sigrún Pálsdóttir (1967-)
- Lilja Sigurðardóttir (1972-)
- E.L. Karhu (1982-)
- Frida Isberg (1992-)

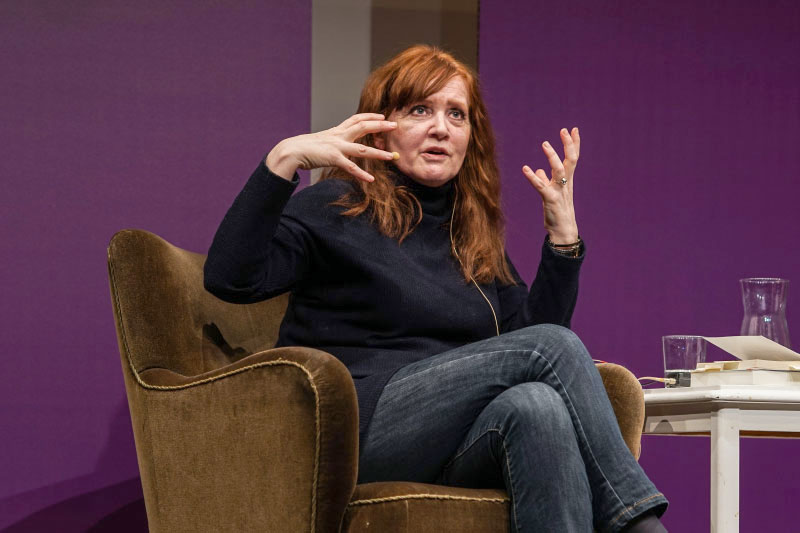
Auður Ava Ólafsdóttir
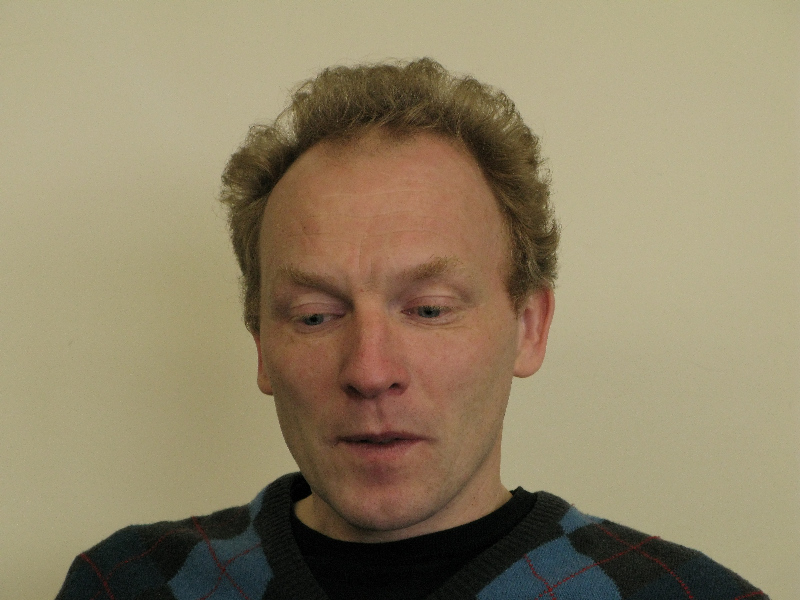
Jón Kalman Stefánsson
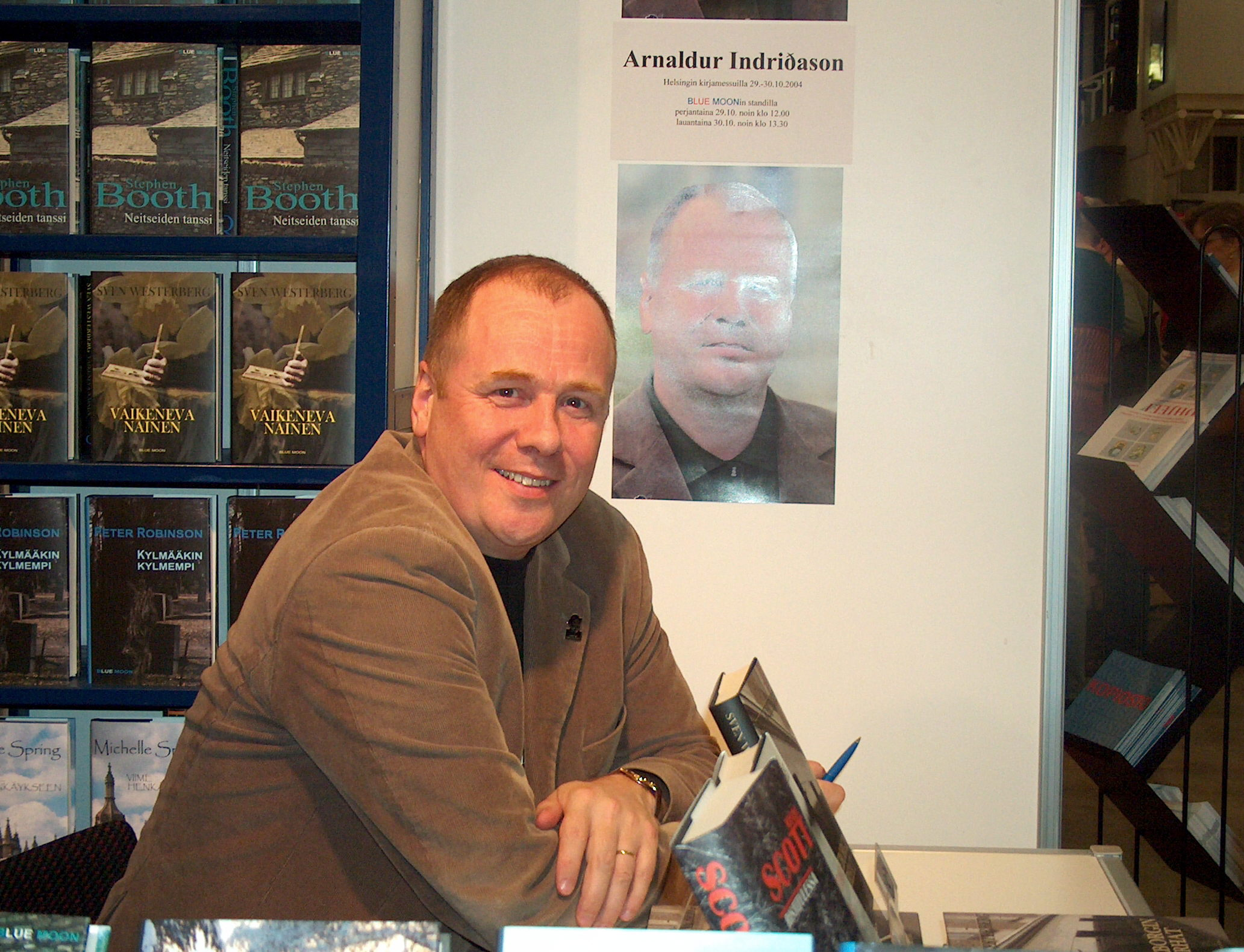
Arnaldur Indriðason
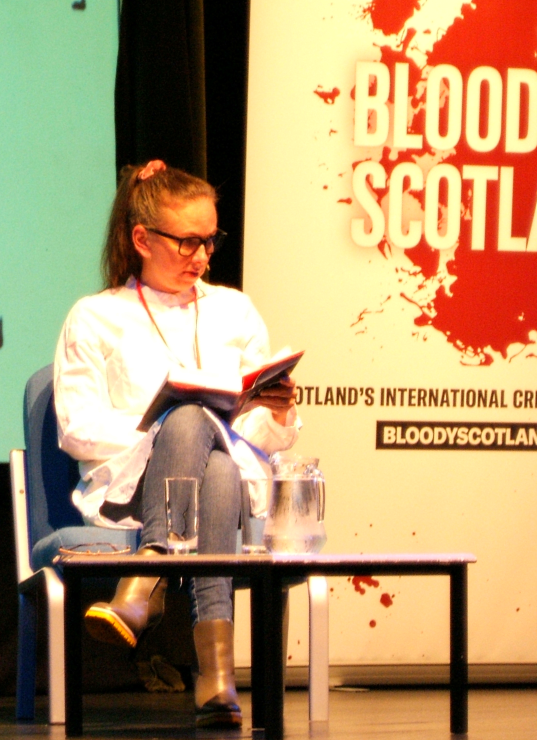
Yrsa Sigurðardóttir

## Auteurs
- Liste d'écrivains islandais
- Auteurs islandais de roman policier
- Dramaturges islandais

## Œuvres
- Traductions le la Bible en islandais (en)
- Œuvres littéraires islandaises
- Laxness : Lumière du monde (1934), La Cloche d'Islande (1943), Le Paradis retrouvé (1960)

- Contes : Habogi

## Revues
- Cahiers de la Société islandaise  de littérature
- Skirnir (1827-)
- Fjölnir (revue) (1835-1847)

## Institutions
- Íslensk málstöð
- Handrit.is
- Grand prix de littérature du Conseil nordique (depuis 1961)
- Prix de littérature islandaise (depuis 1989)
- Icelandic Children's Book Prize (en) (depuis 1985)